# Salicària
La salicària, estronca-sangs, flares, flor de draçal, trencadella o litre (Lythrum salicaria), és una planta herbàcia semiaquàtica de la família de les Lythraceae, originada a les terres humides d'Euràsia. Lythrum prové del grec lythron, que significa 'sang'. Això fa referència al color de les flors i també amb relació als efectes antihemorràgics, qualitat d'algunes espècies d'aquest gènere. Amb el nom de Lysimachia, Dioscòrides indica dues espècies herbàcies, vivaces de fulles verticil·lades similars entre si, de flors grogues i de flors púrpures, la salicària.

## Ecologia

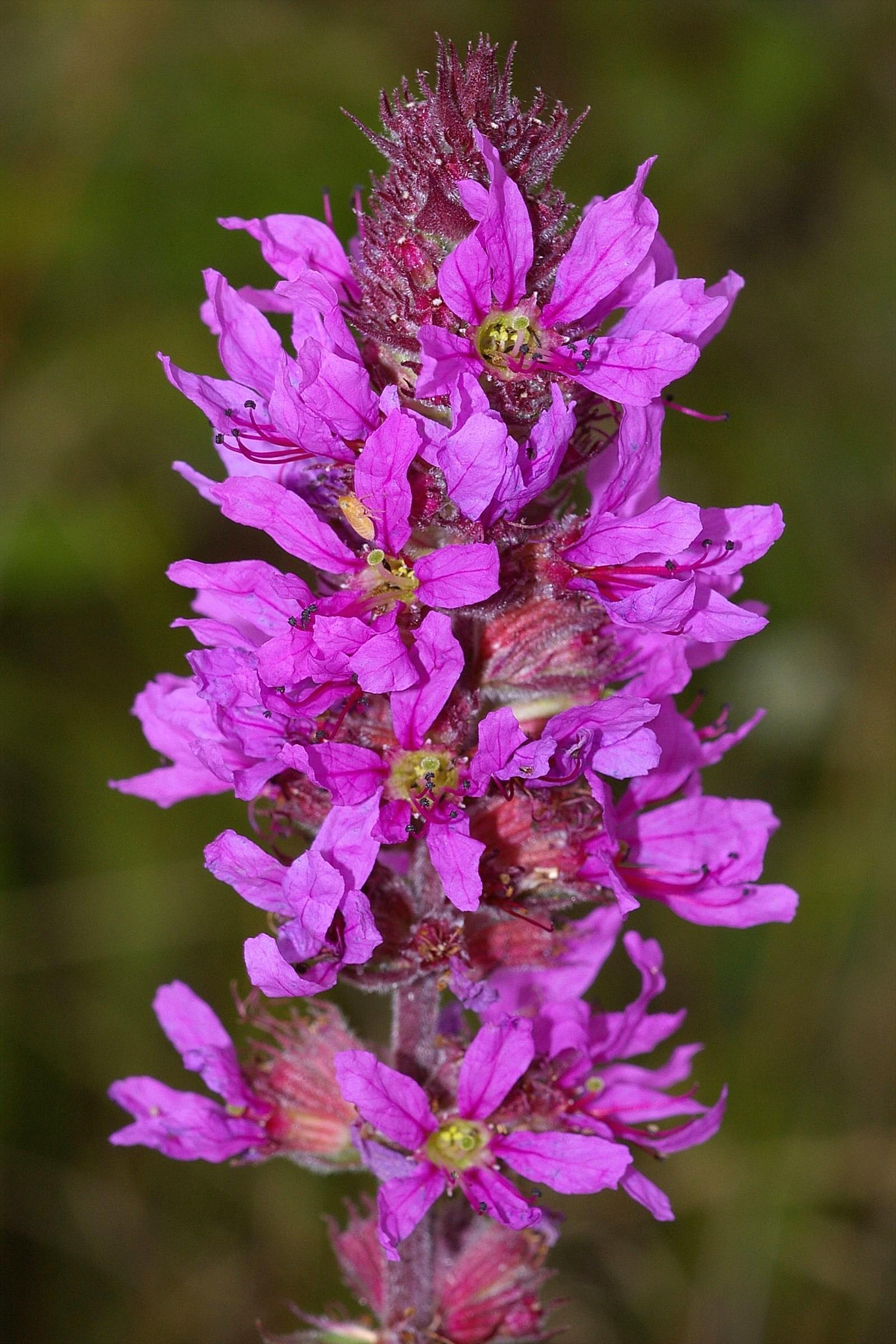
Detall d'inflorescència

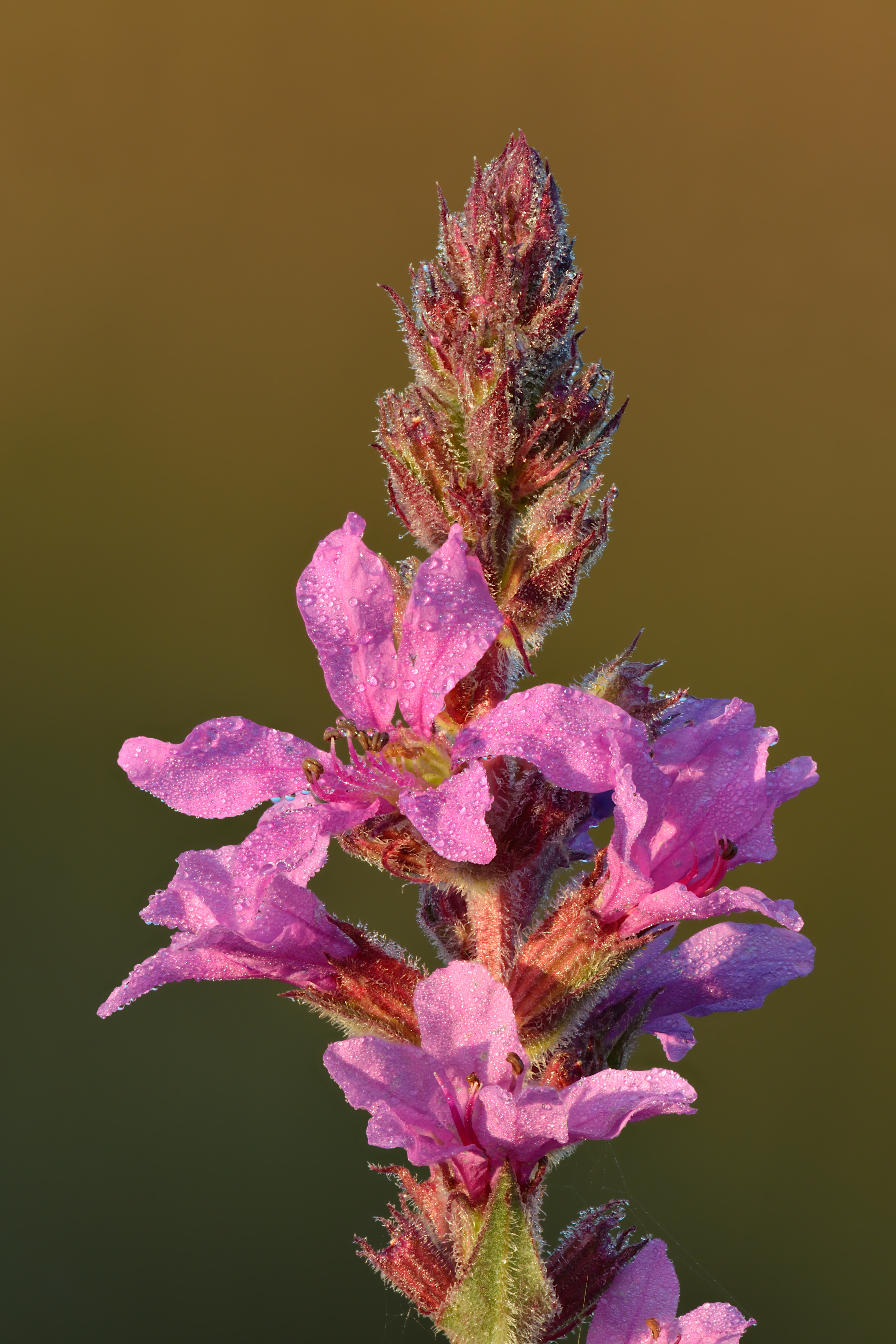
Detall de flors

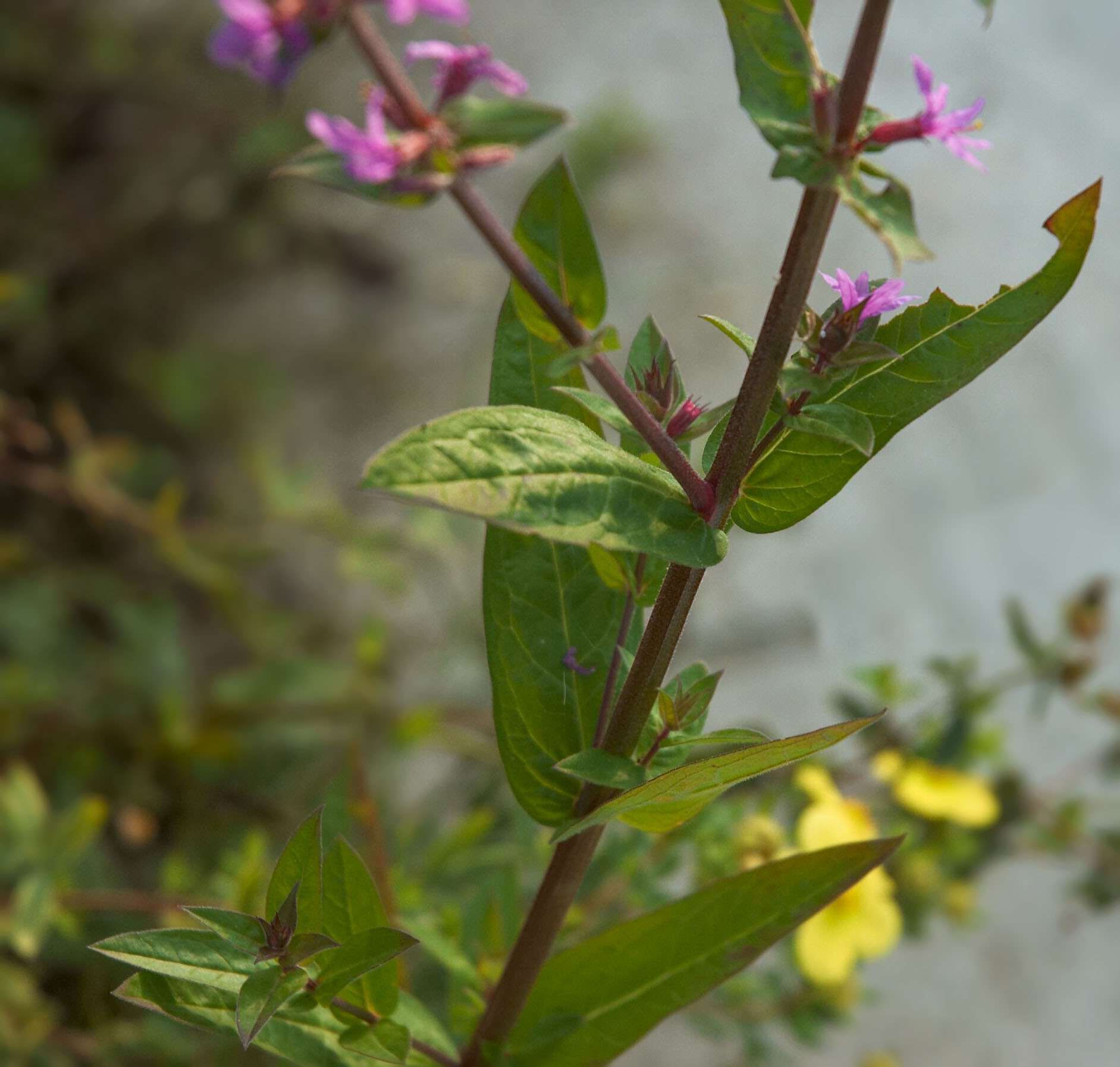
Detall de fulla

Aquesta espècie prolifera a prop de les aigües, a les vores dels rius i rierols, vorejant els braçals i síquies, en els prats més humits, etc., de pH òptim 6, i és capaç de suportar una certa salinitat. Es localitza des del nivell del mar fins altituds de 900 metres.
Prefereix ambients calorosos, humits i ombrívols, i sòls moderadament pobres o lleugerament rics en nitrogen; no està present en terres molt fertilitzades.
Aquesta espècie es distribueix en tot el continent europeu, en el nord-est d'Àfrica, Àsia i es troba introduïda en el nord d'Amèrica. Força estesa, és freqüent a Alacant, Barcelona, Castelló, Girona, Lleida, Tarragona, València, i també a les Illes Balears. Floreix de juny en endavant o a finals de maig a la zona més meridional.

## Morfologia

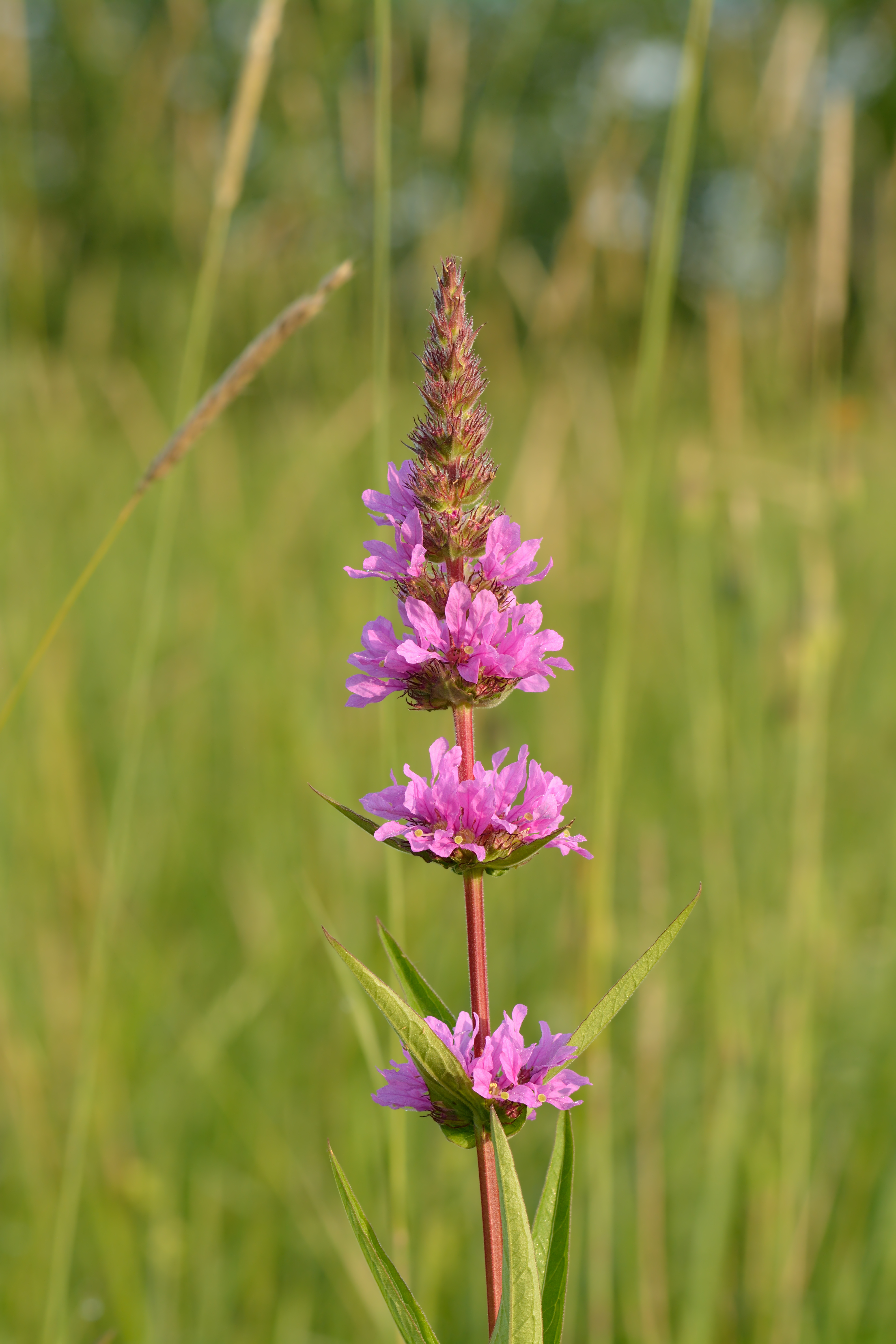
Inflorescència

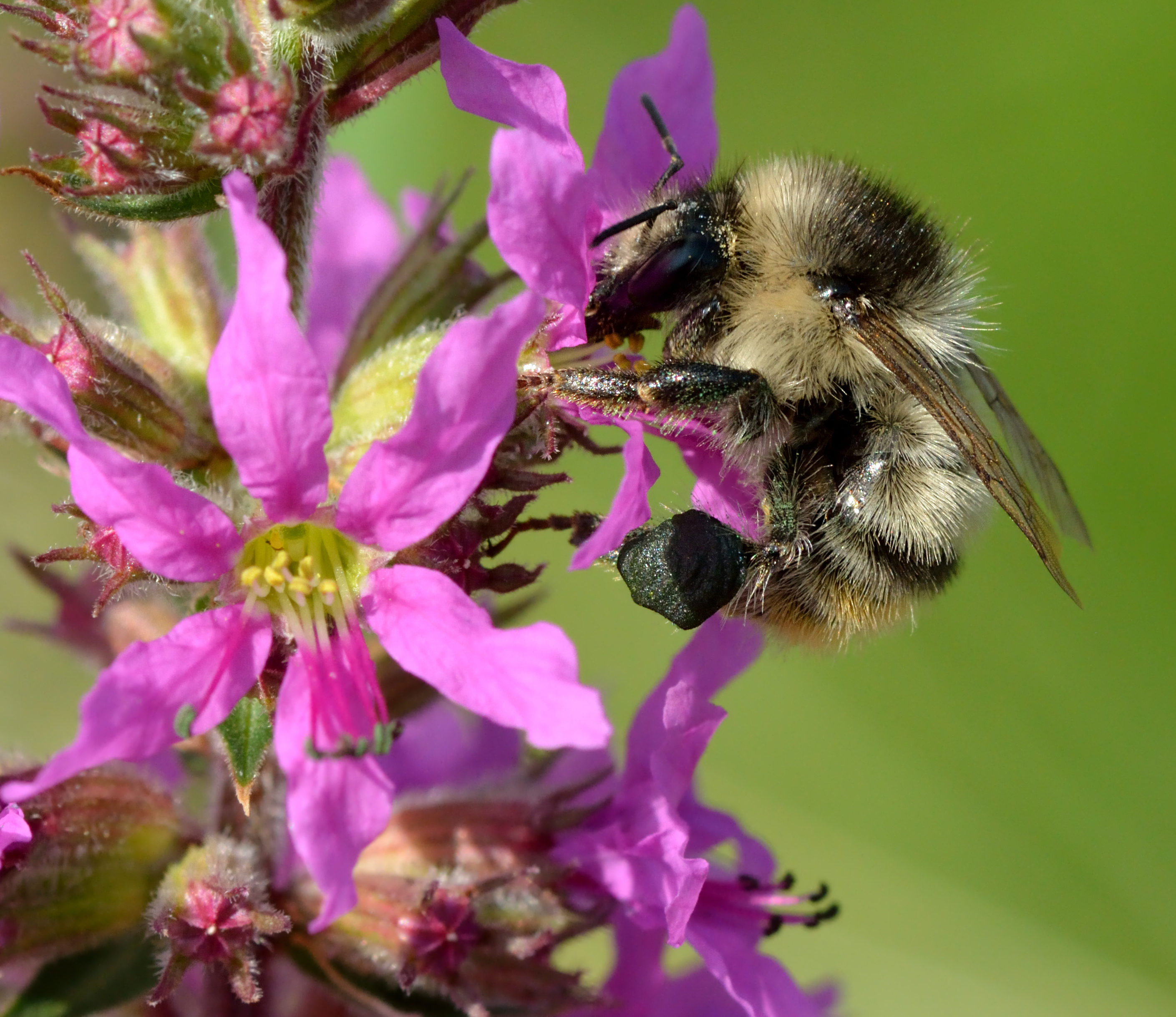

És una planta perenne, d'1-2 metres d'altura. La rel és axonomorfa. La tija és herbàcia, amb abundants branques ascendents de longitud entre 65-85 cm, i normalment no són ramificades. La secció de les branques és quadrada i de color vermell púrpura. Poden presentar pubescència grisenca. Les fulles són herbàcies i oposades, de vegades amb verticils de 3 o 4, excepcionalment alternades, són lanceolades (de 3-10 cm de llarg i 1-2 cm d'ample), amb l'àpex agut o subagut. La base té forma de cor, el marge és sencer i sense pecíol. Són fulles amplexicaules, de color verd fosc i pubescents. La nervació és pinnada i amb absència d'estípules.
Les flors són hermafrodites, actinomorfes i apareixen en fascicles axil·lars de 2 a 15 flors formant vistoses inflorescències amb forma d'espiga, que arriba als 40 cm de longitud. Són hexàmeres o, a vegades, pentàmeres axil·lars i solitàries. Tenen un curt pedicel i dues bractèoles lineals caduques, amb la base blanquinosa i l'àpex vermellós. Tenen un tub floral pelós, infundibuliforme o cilíndric, amb dotze nervis bastant vistosos i generalment púrpures.
El calze està format per 6 sèpals, de 0,5-1 mm triangulars, i són més curts i amples que els segments de l'epicalze. La corol·la té 6 pètals entre 6-10 mm lineals o lanceolats, arrugats i de color violaci més intens en el nervi central.
L'androceu està format per dotze estams, dels quals sis superen el marge de la corol·la. Les anteres són violetes, versàtils o basifixes, diteques i amb pol·len blau, mentre que els més curts tenen el pol·len groc. La pol·linització és entomòfil·la i la dispersió és zoocària. El gineceu està format entre dos i sis carpels soldats. L'ovari és ínfer.
El fruit és una càpsula ovoide, tancat en l'epicalze, és a dir, no sobresurt del tub floral, i conté nombroses llavors.

## Droga (part utilitzada)
Les summitats florals i les fulles són la droga, de Lythrum salicaria.

## Composició química
- Àcids: 
  - Àcid elàgic; antitumoral, antioxidant, astringent, hepatoprotector i antiinflamatori
  - p-couramic: antitumoral, antibacterià, antiespasmòdit i colerètic.
  - Clorogènic: antihepercolesterolèmic, antioxidant, antiinflamatori, antitumoral, colegog, hepatoprotector, vulnerari.
- Vitexina: antiinflamatori, antioxidant, antidermatòsic (fulles).
- Narcisina (planta)
- Antocianines (flor)
- Salicarina (planta)
- Pectina: antidiarreic, antiulcerós, antidiabètic, hipoglucemiant, peristàltic i anticancerós (fulles)
- Tanins: antiulcerós, antibacterià, antidiarreic, antioxidant, antitumoral, hepatoprotector (flors i fulles)

## Usos
Es recol·lecten les fulles o les sumitats florals durant l'estiu o a finals de primavera; les flors, abans d'obrir-se per complet o quan estan a mig florir. S'assequen ràpidament a l'ombra i en un lloc ventilat. En algunes regions, es fermenten les fulles per obtenir una beguda alcohòlica. Les fulles polvoritzades són emprades en cosmètica per a tractar la pruïja i les fulles s'han consumit com a aliment, verdura. Les flors proporcionen un pigment vermell que és usat en pastisseria.
La Comissió E del Ministeri de Sanitat Alemany no ha aprovat cap indicació per a usos medicinals.
Tradicionalment, és usada com a astringent i antidiarreic. També té propietats emulgents i s'usa per a alleujar l'intestí en la malaltia de Crohn o en la síndrome de l'intestí irritable; en altres malalties de l'intestí com colitis, còlon espàstic o colitis ulcerosa i en disenteria.
En ús extern, és recomanada per a afeccions com la dermatosi i èczema, també en malalties de l'aparell genital femení s'aplica en forma de llevats, en els casos de picor vaginal, metrorràgia o inflamació de la vagina. Per combatre conjuntivitis.

## Toxicitat
A conseqüència de la presència de tanins, les infusions amb altes dosis poden provocar una irritació de la mucosa gàstrica. Per a evitar-ho, convé associar-ho a drogues demulcents com la malva. En ser antidiarreica, en elevades quantitats pot causar restrenyiment.

## Contraindicacions
No prescriviu formes de dosificació orals amb contingut alcohòlic en nens menors de 2 anys ni a consultants en procés de deshabituació etílica.